# Phalène (chien)
Pour les articles homonymes, voir Phalène.
Le phalène est l'ancêtre de l'Épagneul papillon et l'une des deux variétés de l'Épagneul nain continental. 

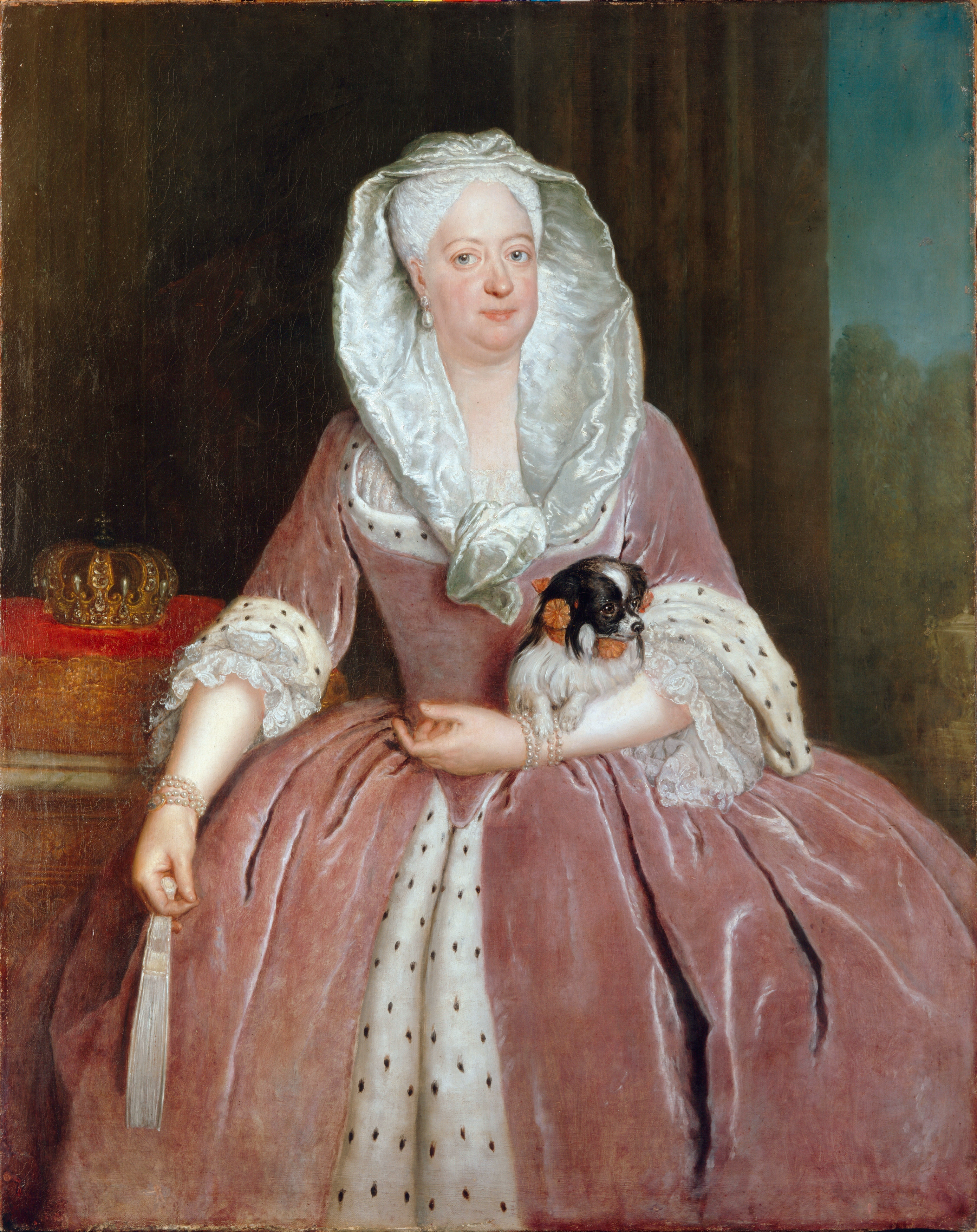
Sophie-Dorothée de Hanovre par Antoine Pesne (1737).

D'origine franco-belge, il était très populaire dans les cours royales d'Europe et il est représenté sur de nombreux tableaux de maîtres de la Renaissance.
C'est aujourd'hui un petit chien rare (moins de 70 naissances par an) et seuls quelques éleveurs subsistent en France et à l'étranger.